# Alan Ford (lik)
Alan Ford glavni je lik u istoimenom talijanskom stripu i član Grupe TNT. Dobrodušan je, ali i lakovjeran, te je često žrtva prijevara. Snažan je, brz i okretan.

## Životopis
Alan Ford je odrastao u sirotištu. Mjesto i datum njegovog rođenja, kao i njegovi roditelji, potpuno su nepoznati. U sirotištu su ga maltretirali i bilo mu je teško. Htio je postati reklamni crtač pa je pobjegao iz sirotišta. Iznajmio je stan kod stroge gazdarice čija je kćer Bessie bila zaljubljena u njega, ali je bila i vrlo ružna. Otvorio je ured na krovu i počeo se spajati na telefonske linije, pa su do njega došli agenti da ga uklone s krova. Prije toga neka mušterija ga je zatražila da dođe u 9. ulicu u 6 sati, što je on zapisao pomoću zrna kruha, ali ptice su pojele njegov podsjetnik. Alan netočno pretpostavlja da je riječ o 6. aveniji u 9 sati i ulazi, no otkriva da je ušao u sjedište supertajne Grupe TNT. Debeli šef stavlja pred njega ultimatum: da im se pridruži ili da umre. Alan im se pridružuje i odlazi na svoj prvi zadatak, hvatanje zle špijunke i uzimanje smaragda i mikrofilma, što obavi izvrsno i postaje član Grupe TNT. Alan je jedan od rijetkih članova Grupe TNT koji ima moralne vrijednosti. Katolik je, dobrodušan, marljiv, pravedan i lakovjeran. Dobar je prijatelj Boba Rocka i često ga sprječava da se svađa s ostalima.

## Izgled
Alan je visok i mršav mladić kratke plave kose i modrih očiju. Ima 180 cm i 62 kg. Obično nosi plavu majicu i plave hlače. Star je 25 godina i vrlo je zgodan. Unatoč tome, nikad nema sreće u ljubavi i ne uspijeva pronaći stalnu djevojku.

## Unutarnje poveznice
- Bob Rock

- Sir Oliver

- Broj 1

- Grupa TNT